# Changajgebergte
Het Changajgebergte (Mongools: Хангайн нуруу) is een bergketen in het centrale deel van Mongolië. Het gebergte strekt zich uit van het westen naar zuidoostelijke richting over een lengte van 750 kilometer. Het Changajgebergte is rijk aan rivieren met watervallen en stroomversnellingen. Een van de grootste watervallen is de Ulaan Tsutgalan, die deel uitmaakt van de rivier Orhon.

## Naam
Twee provincies zijn genoemd naar het Changajgebergte: Arhangaj (Noord Changaj) en Övörhangaj (Zuid Changaj). Het gebied waar de twee provincies aan elkaar grenzen (Oost Changaj), met een wat milder klimaat, zou de bakermat zijn van de Mongoolse en nomadische beschaving. De vlaktes aan de voet van de oostelijke Changaj herbergen de Orhonvallei, een World Heritage Site. De hoofdstad Luut Chot (Lungcheng) van de Xiongnu (209 v.Chr. - 93 n.Chr); de hoofdstad Ordo van de Xianbei-staat (93-234), en de hoofdstad Moomt (Mume) van de Rouran (330-555) zouden in dit gebied hebben gelegen. Ook het latere Oeigoerse Rijk (745- ca. 900) bouwde hun hoofdstad Ordu-Baliq in deze regio.

## Kenmerken
De hoogste berg is de Otgontenger, waarvan de hoogte in verschillende bronnen wordt vermeld als 3.905 meter, 4.021 meter en 4.031 meter. Het is een van de vier heilige bergen van Mongolië, waar staatsceremonies worden gehouden. Op de piek van deze berg ligt een kleine gletsjer.
Een andere heilige berg is de Suvraga Chairchan (Stoepa Khairkhan, hoogte 3.117 m), deze ligt ten oosten van Tsetserleg.
Tarjatu-Chulutu is een uitgedoofd vulkanisch gebied op de noordelijke hellingen van de Changaj.
In het gebergte ontstaan enkele rivieren: Orhon, Selenga, Ideriin Gol, en Zavchan Gol; ook de meren Ogii, Terkhiin- en Doitiin-Tsagaan worden vanuit de bergen gevoed met water. In het westen gaat het Changajgebergte over in de Grote Merendepressie.
Het Changajgebergte kent door zijn hoogte een wat milder klimaat dan andere gebieden in Mongolië. De winters zijn er niet zo streng als op de minder hoog gelegen steppen door de inversielaag die optreedt in het hogedrukgebied, dat in de winter vrijwel permanent aanwezig is. Zoals opgemerkt in   "Vertical Variability of Climatic Conditions in the Khangai Mountains" van de Poolse geografen Brzezniak en Niedzwiedz, is de Changaj zo'n 10°C warmer dan de omliggende gebieden.
Waarschijnlijk zijn zelfs de hoogste toppen 5°C warmer dan de vlakten.
De neerslag bedraagt gemiddeld 250 tot 400 mm per jaar, wat naast het ontstaan van rivieren ook beperkte boomgroei mogelijk maakt. 

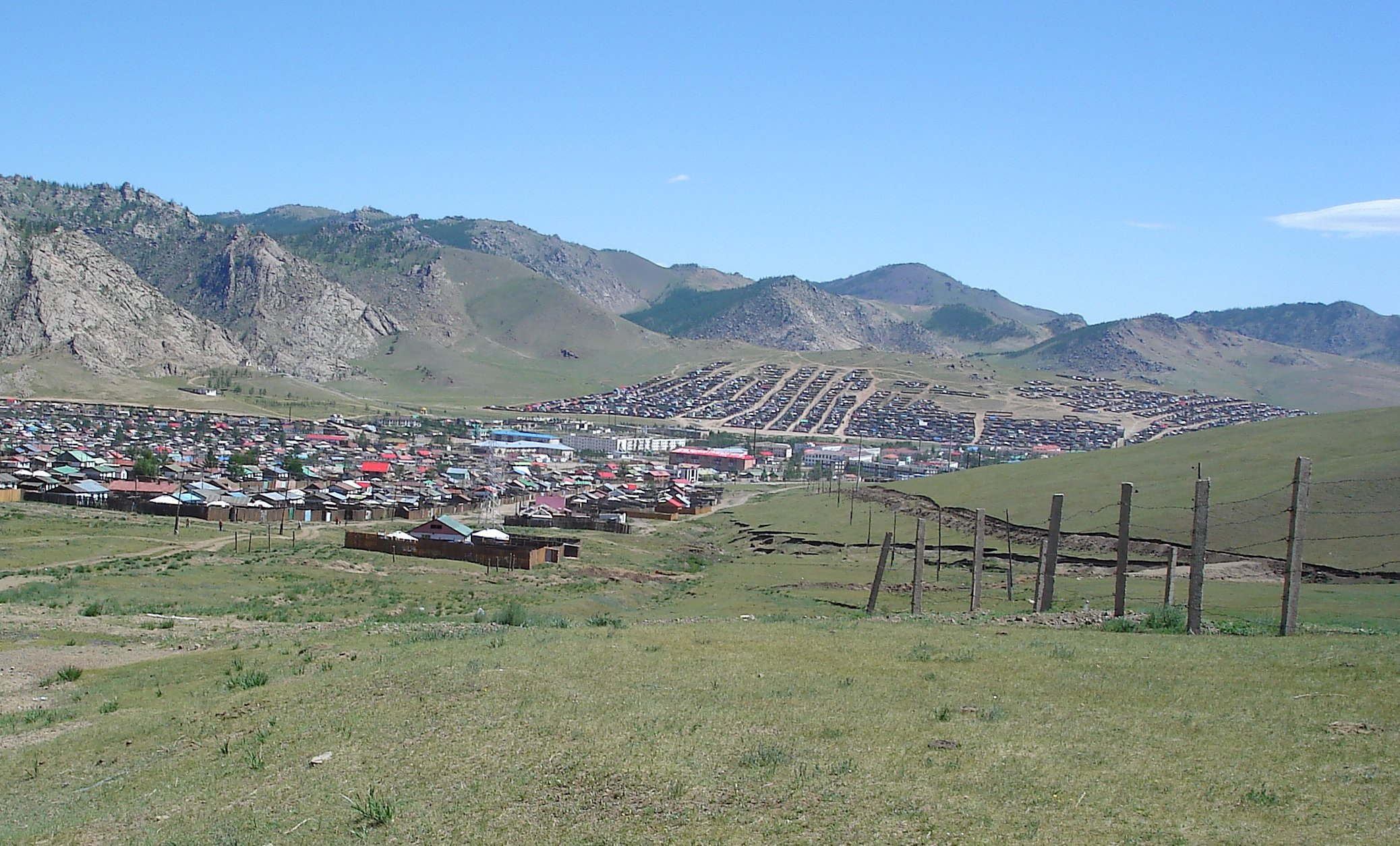
Changajgebergte bij Tsetserleg, hoofdstad van de provincie Arhangaj
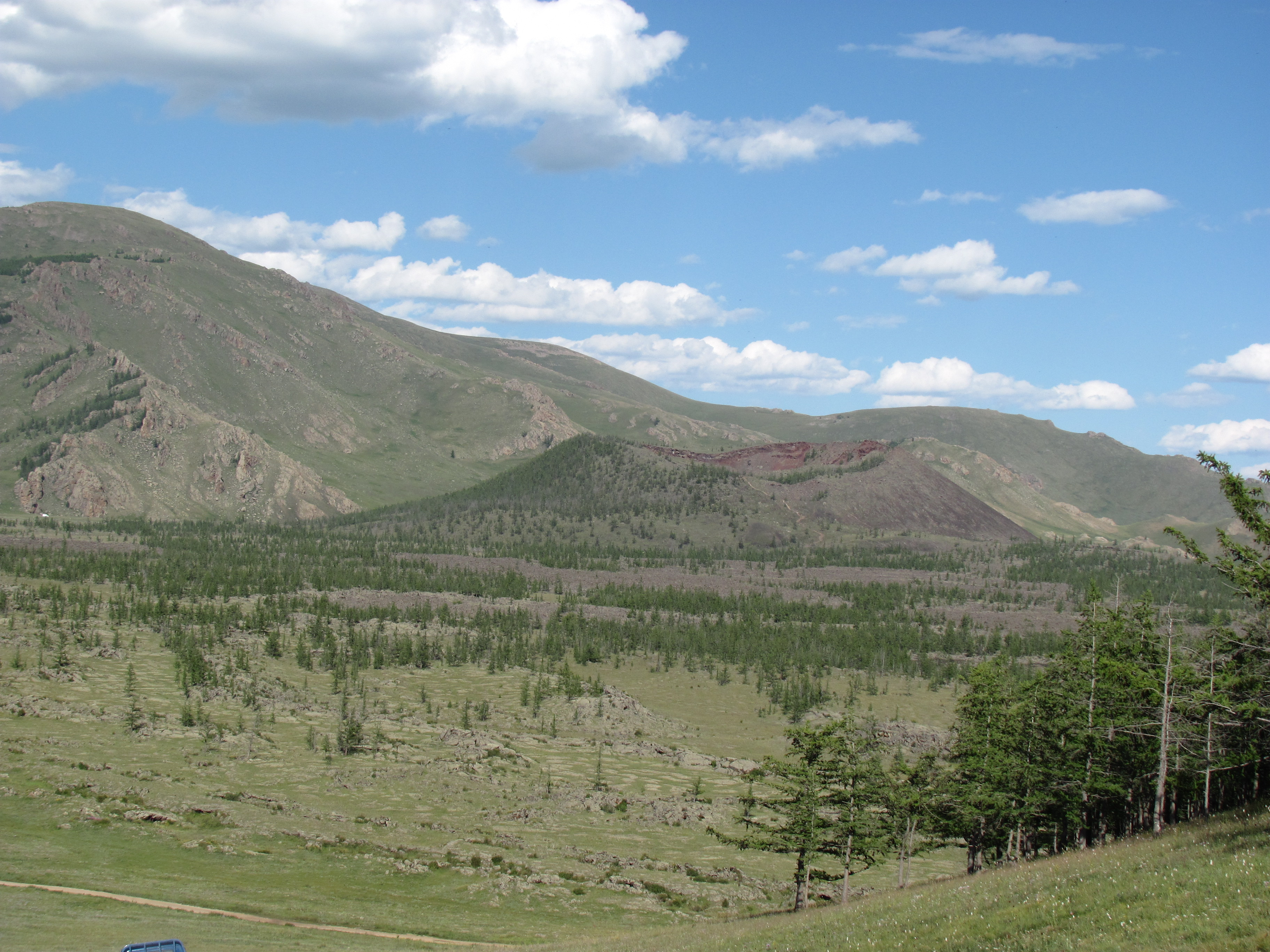
uitgedoofde vulkaan in het noorden van het Changajgebergte
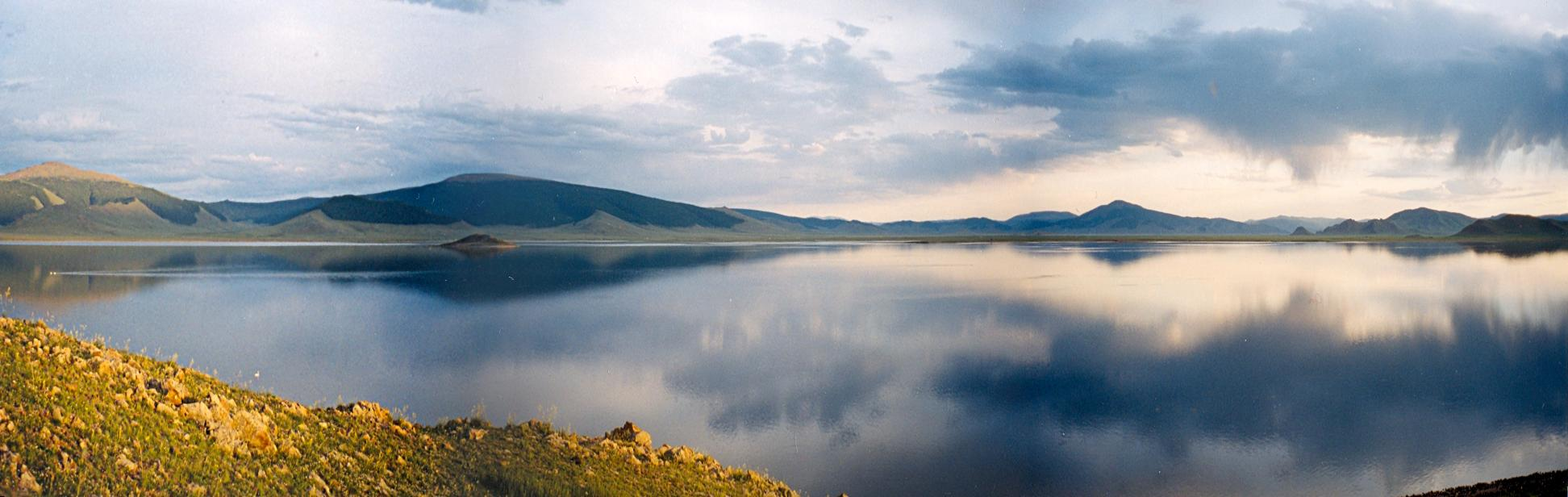
Terchiin Tsagaan-meer